# Bukanierzy (zespół muzyczny)
Bukanierzy – polski zespół szantowy założony w 2001 przez kpt. Stanisława Konopińskiego. Wykonuje własne piosenki żeglarskie oraz interpretacje dawnych szant i pieśni marynarskich.

## Nagrody
2002
- Wyróżnienie na festiwalu "Szanty w Giżycku"

2003
- Nagroda za kontynuację tradycji pieśni żeglarskiej na festiwalu "Szanty w Giżycku"

2004
- Grand Prix na festiwalu "Szan-t-rapa" w Szczecinie
- II nagroda na "Festiwalu Szanty Gniazdo Piratów" w Warszawie
- Grand Prix na XX festiwalu "Wiatrak" w Świnoujściu
- Złoty maszt" za najbardziej przekonującą próbę oddania atmosfery pieśni kubryku na festiwalu pieśni wodniackiej "Szantomierz"
- I nagroda na "VI Festiwalu Piosenki Morskiej Słona Woda" w Mrzeżynie
- II nagroda na "Pikniku Gniazda Piratów" w Zegrzu
- III nagroda na "XV Spotkaniach z Piosenką Żeglarska i Muzyką Folk"
- I nagroda w festiwalu "Port Pieśni Pracy w Tychach"

2005
- I nagroda na festiwalu "Keja" Długie

## Skład
- Stanisław Konopiński - koncertyna, śpiew, autor tekstów i muzyki
- Karina Duczyńska - flet, śpiew
- Jacek Loroch - mandolina, śpiew
- Mirosław Kozak - gitara
- Mikołaj Firlet - bęben, śpiew

## Dyskografia
- Kolory morza - 2006 (płyta CD)
- Zobaczyć morze - 2006 (płyta CD) (utwór "Bałtycki sztorm")